# 허샹닝
허샹닝(하향응, 중국어: 何香凝, 웨이드 자일스: Ho Hsiang-ning, 1878년 6월 27일 ~ 1972년 9월 1일)은 중국의 혁명가, 페미니스트, 정치가, 화가, 시인이다. 남편 랴오중카이와 함께 그녀는 쑨원의 혁명 운동 중국동맹회의 초기 회원 중 한 명이었다. 1925년 남편이 암살되고 1927년 장개석이 공산당을 박해한 후 그녀는 20년 동안 정당 정치에서 떨어져 있었지만 일본의 중국 침략에 대한 저항을 조직하기 위해 적극적으로 노력했다.
1948년 그녀는 중국 국민당 혁명위원회를 공동 창립했다. 그녀는 중화인민공화국 건국 이후 CPPCC 부회장(1954-64), 전국인민대표대회 부회장(1959-72), 중국 국민당 혁명위원회 위원장(1960-72), 전중국 여성연맹 명예회장 등 많은 고위직을 역임했다.
허샹닝은 중국예술링난화파(嶺南畫派)의 저명한 화가였으며 1960년대에 중국 예술가 협회 회장을 역임했다. 국립 허샹닝 미술관은 1997년 선전에 개관했으며 그녀의 그림은 중국 우표에 실렸다.

## 어린 시절
1878년 6월 27일 허샹닝은 홍콩의 부유한 가정에서 태어났다. 허젠(何諫) 또는 허루젠(何瑞諫)이라는 이름으로 불렸다. 그녀의 아버지 허빙환(何炳桓)은 원래 광동성 난하이 출신으로 차 거래와 부동산 투자 사업을 성공적으로 시작했다. 그녀는 아버지를 설득하여 형제들과 함께 교육을 받도록 허락했으며, 어려서부터 성실한 학생이었다.
어렸을 때부터 단호한 페미니스트였던 허샹닝은 중국 전통 관습에 따라 발을 묶으라는 아버지의 명령에 격렬하게 저항했다. 그녀의 "큰 발" 때문에 1897년 10월에 그녀는 발이 묶인 아내를 원하지 않는 미국 태생의 중국인 랴오중카이와 결혼하도록 주선되었다. 비록 정략결혼이었지만 그와 랴오는 지식과 예술에 대한 사랑과 중국 구원에 대한 열정을 공유하는 공통점이 많았다. 그녀는 개인 저축을 사용하고 보석을 팔아 은화 3,000 달러를 모으는 등 남편의 일본 유학 욕구를 재정적으로 지원했다. 랴오는 1902년 11월에 일본으로 갔고, 두 달 뒤에 따라갔다. 그녀는 도쿄 여자 사범 학교 예비 학교에서 공부했다.

## 혁명
도쿄에 있는 동안 그와 랴오중카이는 1903년 중국 혁명가인 쑨원을 만났다. 그들은 쑨원의 반청 혁명 운동인 중국동맹회의 초기 구성원 중 두 명이 되었고 황싱은 그들에게 혁명을 준비하기 위해 총을 사용하는 방법을 가르쳤다. 그녀는 동맹회의 비밀 작전을 위해 집을 임대했다.
그녀는 딸을 낳기 위해 홍콩으로 돌아온 후 랴오맹싱을 가족과 함께 두고 도쿄로 돌아갔다. 그녀는 도쿄 여자 예술 학교에서 황실 화가 다나카 라이쇼(田中頼章)에게 그림을 배웠고, 혁명 깃발과 상징을 디자인하고 재봉하는 것을 포함하여 동맹회의 선전 작업을 도왔다. 1908년에 그녀는 아들 랴오청즈를 낳았다.
그녀와 랴오중카이는 신해혁명의 해인 1911년에 홍콩으로 돌아갔다. 그녀는 1913년 쑨원의 미래 아내인 쑹칭링을 만났다. 그들은 쑨원을 따라 혁명을 배반한 위안스카이 장군에 대항하여 반란을 일으켰으나 1914년 망명자로서 일본으로 강제 송환되었다.

## 쑨원 정부
1916년 허샹닝은 남편과 함께 혁명 사업을 추진하기 위해 상하이로 이주했다. 1921년 쑨원(孫文)은 광동(廣東)에 혁명 정부를 세우고 랴오(老)를 재무장관으로 임명했다. 허샹닝은 7척의 해군 전함 사령관을 설득하여 쑨원 정부에 합류했다. 광저우에서 그녀와 쑹칭링은 여성회를 조직하여 기금을 마련하고 병사들에게 의약품과 의복을 제공했다. 그녀는 또한 전쟁 노력을 위해 많은 그림을 팔았다. 1922년 천중밍(陳中明) 장군이 쑨에게 반란을 일으켰을 때, 허샹닝은 쑨원과 아내의 재회를 주선했고 반군에게 억류된 남편을 석방시키기 위해 큰 위험을 무릅썼다.
1923년 8월 그녀는 국민당(KMT) 중앙집행위원회 위원이자 쑨원 정부의 여성부 장관으로 임명되었다. 그녀는 "법적, 사회적, 경제적, 교육적 권리에 관한 여성의 완전한 평등"을 제안하고 1924년 3월 8일 중국 최초의 세계 여성의 날 집회를 조직했다. 그녀는 또한 광저우에 여성을 위한 병원과 학교를 열었다.